# ロングショー (駆逐艦)
ロングショー (USS Longshaw, DD-559) は、アメリカ海軍の駆逐艦。フレッチャー級。艦名は南北戦争で海軍で勤務、戦死した軍医ウィリアム・ロングショー・ジュニアに因む。

## 艦歴
「ロングショー」は1942年6月16日にワシントン州シアトルのシアトル・タコマ造船所で起工。1943年6月4日にE・リチャーズ夫人によって命名・進水し、1943年12月4日に艦長D・T・バートウェル中佐の指揮下就役した。
西海岸沖での整調に続いて「ロングショー」は1944年2月18日にサンフランシスコを出航、真珠湾を経由してマーシャル諸島に向かい、3月4日にクェゼリン環礁に到着した。第5艦隊に配属された「ロングショー」は3月15日にマジュロに向けて出航。その後ウォッジェ環礁、マロエラップ環礁沖での偵察巡航を21日まで続けた。翌22日にマジュロを出航し、3月30日と4月1日にパラオ、ヤップ島、ウルシー環礁、ウォレアイ環礁へ攻撃を行う高速空母任務部隊（第38/58任務部隊）への補給グループに対する護衛を行い、6日にマジュロに帰還した。その6日後に出航。マヌス島を経由してホーランジアへ向かい、空母艦載機と共に任務部隊の護衛を務め、マッカーサー将軍の上陸部隊支援のためニューギニアの海岸を攻撃した。「ロングショー」は5月9日に真珠湾に帰還し、小修理および訓練に従事した。
5月30日にマリアナ諸島に向けて出航。北部攻撃部隊の護衛を務め、6月15日にサイパン島沖に到着した。続く2ヶ月間、エニウェトク環礁への短期間の航海を除いて「ロングショー」は同地にとどまり、護衛空母の支援および飛行士救助の救難艦任務に従事した。8月22日にエニウェトク環礁に向けて出航。29日には第38.3任務群の空母援護を担当、フィリピンへの踏み石となるパラオ、ミンダナオ島、ルソン島を攻撃する部隊を支援した。
9月9日、任務群の僚艦と共に「ロングショー」はミンダナオ島沖で日本の輸送船団を攻撃した。「ロングショー」は3隻の小艦艇を破壊した。その後もフィリピン攻撃の空母部隊を支援し、10月2日にウルシー環礁に移動した。
「ロングショー」は10月6日に第38.3任務群と共に出航し、フィリピン侵攻に先立って行われた空襲を支援した。空母から発進した艦載機部隊は10月10日から13日にかけて沖縄、ルソン島、台湾の地上基地を攻撃した。「ロングショー」は12日に台湾での戦闘において日本の雷撃機を1機撃墜している。空母部隊はレイテ島侵攻支援のための作戦活動を継続し、10月24日の夜までフィリピンの飛行場を攻撃した。一連の空襲でアメリカ軍の艦載機部隊は日本軍の残存航空戦力を壊滅させた。
「ロングショー」はウルシー環礁を拠点として年末まで第38.3任務群と共に活動し、沖縄、台湾、ルソン島を攻撃する空母部隊の護衛を務め、1月末まで同任務に従事した。1945年1月9日から10日にかけての深夜に「ロングショー」は空部部隊と共にバシー海峡を通過、南シナ海に入った。続く10日間、任務部隊は仏領インドシナ、台湾、香港、海南島の日本軍基地を攻撃した。バリンタン海峡を通過し、その後1月22日に空母部隊は沖縄を再び攻撃、26日にウルシー環礁に帰還した。
2月10日、「ロングショー」は夜戦部隊指示チームを乗艦させ空母部隊と共にウルシー環礁を出航。2月17日と18日に行われた東京への空襲では夜戦部隊の指示およびレーダーピケット艦任務に従事した。2月の残りは硫黄島に夜間攻撃を行う第58.5任務群の護衛を担当した。3月12日にウルシー環礁に帰還。その後21日に沖縄に向けて出航し空母部隊を護衛した。3月25日に到着し「ロングショー」は上陸部隊支援のための艦砲射撃を行った。4月から5月にかけて同任務を継続し、艦の乗組員は大いに貢献した。日本軍の特攻機による攻撃は激しく続いたが、「ロングショー」はその能力を最大限に発揮して艦砲射撃による支援を行った。

## 最期
4日間の激しい火力支援を行った後、1945年5月18日の朝に「ロングショー」は自らの偵察区域を航行途中に那覇飛行場の真南の珊瑚礁で座礁した。離礁の試みは失敗し、正午前に曳船「アリカラ」 (USS Arikara, AT-98) が到着して「ロングショー」を曳航しようとしたが、そのときに沿岸砲台が攻撃を開始した。「ロングショー」はできうる限りの攻撃を行おうとしたが、前部弾薬庫への直撃を受け艦首が吹き飛んだ。艦を救う努力は絶望的となり、艦長のO・W・ベッカー中佐は艦の放棄を命じた。その後の砲撃により艦橋は破壊され炎上、艦長を含む86名の乗組員が艦と運命を共にした。その後、僚船により生存者113人は救助されたがその大半の95人が重軽傷を負っていた。その日の午後、激しく破壊された「ロングショー」は友軍の砲撃および雷撃によって海没処分された。
沖縄戦末期において特攻以外で喪失した、また第二次世界大戦において沿岸砲台からの砲撃で喪失した唯一のアメリカ海軍の駆逐艦である。
「ロングショー」は第二次世界大戦の戦功で9個の従軍星章を受章した。

## 参照
- この記事はアメリカ合衆国政府の著作物であるDictionary of American Naval Fighting Shipsに由来する文章を含んでいます。 記事はここで閲覧できます。